# Highline179
De Highline179 is een hangbrug voor voetgangers in het dorp Reutte in Oostenrijk.
De brug overspant een dal en daarmee ook de Fernpassstraße (B179) vlak bij de grens met Beieren. Hij vormt de verbinding tussen twee kastelen: Burg Ehrenberg en Fort Claudia. De brug is gebouwd om het gemakkelijker te maken beide kastelen te bezoeken, maar ook als toeristische attractie. De brug is zodanig aangelegd dat het met een overspanning van 406 meter de langste Tibetaanse hangbrug voor voetgangers is. De capaciteit van de brug bedraagt 500 personen.

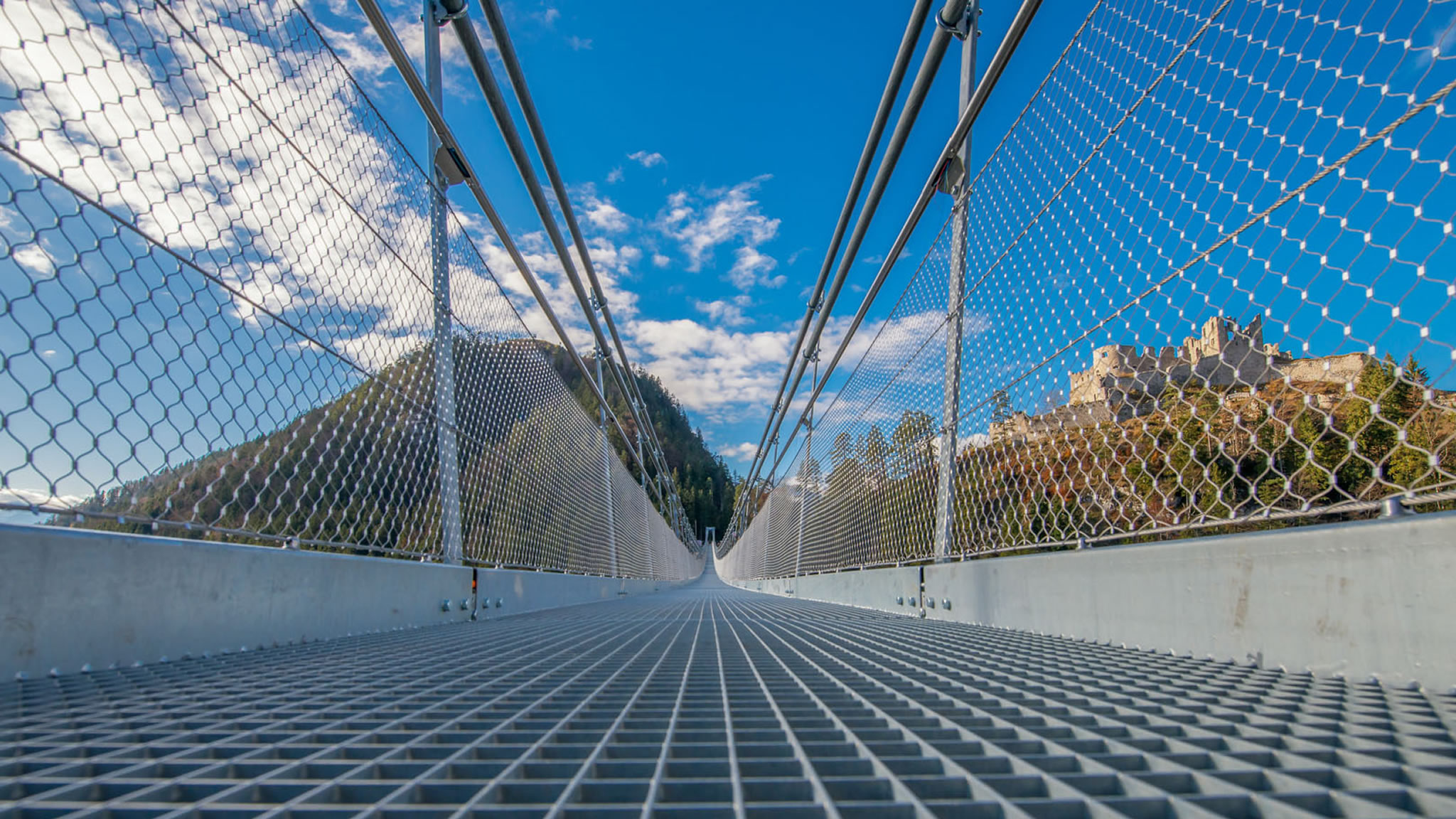
Rooster en leuningen
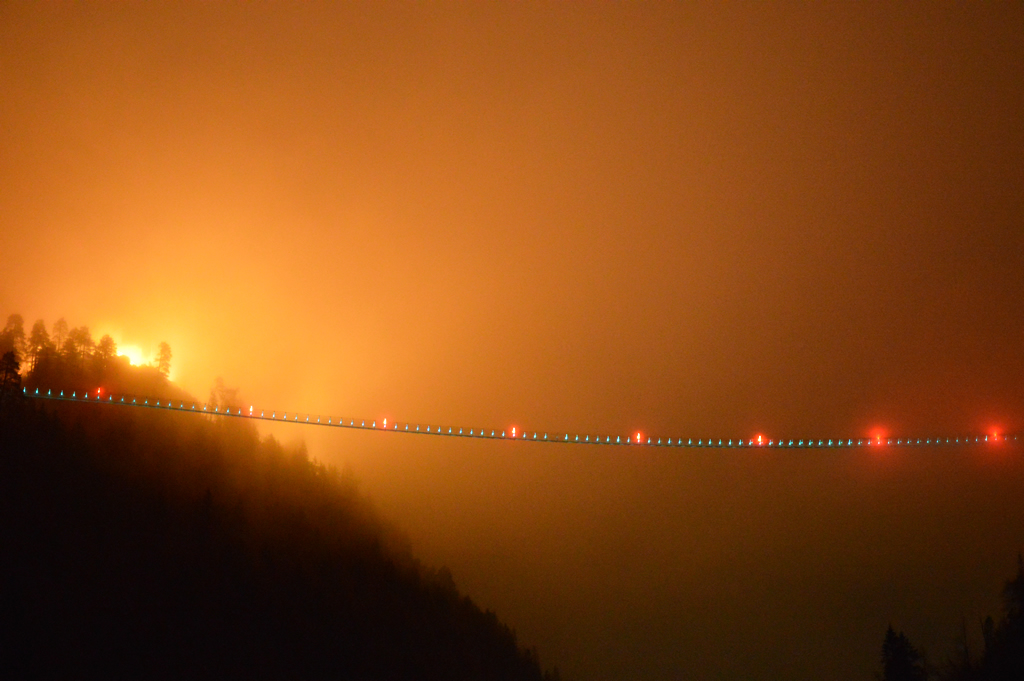
Highline179 bij nacht